# 达维德·蒂扎诺
达维德·蒂扎诺（義大利語：Davide Tizzano，1968年5月21日—），意大利男子赛艇运动员。他曾代表意大利参加1988年和1996年夏季奥林匹克运动会赛艇比赛，共获得二枚金牌。